# Ignaz Spiro

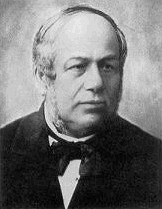
Ignaz Spiro

Ignaz Spiro (* 21. Juli 1817 in Kalenitz; † 24. Oktober 1894 in Krumau) war ein Industrieller der Papierindustrie in Krumau.

## Leben
Ignaz Spiro wuchs in ärmlichen Verhältnissen in einer jüdischen Familie auf. Schon als Jugendlicher handelten er und sein Bruder Jacob mit Hadern, wodurch die beiden mit der Papierherstellung in Verbindung kamen. Gemeinsam erwarben sie 1843 die Papiermühle in Rothřečitz (Červená Řečice) und erweiterten diese zu einer kleinen Fabrik. Im Jahr 1859 trennten die Brüder sich geschäftlich. Ignaz Spiro kaufte eine Papiermühle in Krumau und baute sie zu einer Papierfabrik aus. Da mit der Zeit nicht genügend Hadern zur Verfügung standen, verwendete er Sägemehl als Rohstoff. 1870 kaufte er die Pötschmühle in Wettern (Větřní), um dort eine Holzschleiferei einzurichten. 1880 wurde ebenfalls die Papierproduktion von Krumau nach Wettern verlagert. Die Wirtschaftskrise von 1873 hatte auf das Unternehmen, das nicht nur zahlreiche Niederlassungen unterhielt, sondern auch weltweit exportierte und dessen Erzeugnisse auf zahlreichen Ausstellungen ausgezeichnet wurden, wenig Einfluss. In richtiger Einschätzung des durch das expandierende Pressewesen gestiegenen Papierbedarfs konzentrierte er sich auf die Produktion von Zeitungs- und Packpapier. Als die Holzschleiferei den Rohstoffbedarf nicht mehr decken konnte, wurde auf dem Gelände der Pötschmühle 1883 eine große Zellulosefabrik zur Herstellung von Sulfitzellstoff errichtet. 1873 bzw. 1876 betraute Ignaz Spiro seinen Söhnen Ludwig (gest. 1926) und Emanuel (gest. 1928) mit der kaufmännischen bzw. technischen Leitung des Unternehmens. Beide wurden 1877 Gesellschafter der nunmehrigen Firman Ignaz Spiro & Söhne. Ein weiterer Sohn, Julius
Spiro (1864–1937), trat erst 1898 in den Betrieb ein.
Ignaz Spiro engagierte sich auch im sozialen Bereich: 1884 gründete er eine Arbeiteraltersversorgungskasse, 1893 eine
Stiftungskasse für sonstige Unterstützungen der Arbeiter. Es gab mehrere Arbeiterwohnhäuser und ein Arbeiterkrankenhaus.
Ignaz Spiro war das Oberhaupt eines Familienclans, der sich sehr für die Belange der jüdischen Gemeinde in Krumau einsetzte. Ignaz Spiro hatte dafür gesorgt, dass Anfang der 1890er Jahre ein jüdischer Friedhof mit einer großen Zeremonienhalle errichtet wurde. Auch die Einrichtung eines jüdischen Waisenhauses und die Gründung des Synagogen-Fonds ging auf sein Engagement zurück.